# Diócesis de Alto Solimões
La diócesis de Alto Solimões (en latín: Dioecesis Solimões Superioris y en portugués: Diocese de Alto Solimões) es una circunscripción eclesiástica de la Iglesia católica en Brasil. Se trata de una diócesis latina, sufragánea de la arquidiócesis de Manaos. Desde el 20 de mayo de 2015 su obispo es Adolfo Zon Pereira de los javerianos.

## Territorio y organización
La diócesis tiene 131 613 km² y extiende su jurisdicción sobre los fieles católicos de rito latino residentes en la microrregión del Alto Solimões, en la parte occidental del estado de Amazonas.
La sede de la diócesis se encuentra en la ciudad de Tabatinga, en donde se halla la Catedral de Santos Ángeles Custodios. En São Paulo de Olivença se encuentra la Concatedral de San Pablo Apóstol.
En 2020 en la diócesis existían 8 parroquias.

## Historia
Alto Solimões fue erigida como prefectura apostólica el 23 de mayo de 1910 con la bula Laeti animo del papa Pío X, obteniendo el territorio de la diócesis de Amazonas (hoy arquidiócesis de Manaos).
El 11 de agosto de 1950 la prefectura apostólica fue elevada al rango de prelatura territorial, sufragánea de la arquidiócesis de Belém do Pará, con la bula Laeto accepimus del papa Pío XII, con sede en la ciudad de São Paulo de Olivença.
El 14 de agosto de 1991 la prelatura territorial fue elevada a diócesis con la bula Constat praelaturam del papa Juan Pablo II. Al mismo tiempo, el obispado fue trasladado a la ciudad de Tabatinga y la nueva diócesis se convirtió en sufragánea de la arquidiócesis de Manaos.

## Estadísticas
Según el Anuario Pontificio 2021 la diócesis tenía a fines de 2020 un total de 105 420 fieles bautizados.
| Año                                                                             | Población            | Población | Población      | Sacerdotes | Sacerdotes    | Sacerdotes    | Bautizados por sacerdote | Diáconos permanentes | Religiosos | Religiosos | Parroquias |
| Año                                                                             | Bautizados católicos | Total     | % de católicos | Total      | Clero secular | Clero regular | Bautizados por sacerdote | Diáconos permanentes | Varones    | Mujeres    | Parroquias |
| ------------------------------------------------------------------------------- | -------------------- | --------- | -------------- | ---------- | ------------- | ------------- | ------------------------ | -------------------- | ---------- | ---------- | ---------- |
| 1999                                                                            | 97 000               | 145 000   | 66.9           | 14         | 5             | 9             | 6928                     |                      | 17         | 15         | 8          |
| 2000                                                                            | 99 000               | 160 000   | 61.9           | 14         | 5             | 9             | 7071                     |                      | 19         | 15         | 8          |
| 2002                                                                            | 99 000               | 165 000   | 60.0           | 14         | 5             | 9             | 7071                     |                      | 19         | 15         | 8          |
| 2004                                                                            | 98 000               | 169 000   | 58.0           | 13         | 5             | 8             | 7538                     | 2                    | 20         | 14         | 8          |
| 2006                                                                            | 99 300               | 130 240   | 76.2           | 13         | 6             | 7             | 7638                     |                      | 19         | 14         | 8          |
| 2012                                                                            | 124 900              | 184 700   | 67.6           | 14         | 4             | 10            | 8921                     |                      | 19         | 14         | 8          |
| 2015                                                                            | 127 500              | 188 600   | 67.6           | 19         | 8             | 11            | 6710                     |                      | 18         | 27         | 8          |
| 2018                                                                            | 122 280              | 215 162   | 56.8           | 24         | 7             | 17            | 5095                     |                      | 29         | 27         | 8          |
| 2020                                                                            | 105 420              | 219 941   | 47.9           | 16         | 10            | 6             | 6588                     |                      | 13         | 27         | 8          |
| Fuente: Catholic-Hierarchy, que a su vez toma los datos del Anuario Pontificio. |                      |           |                |            |               |               |                          |                      |            |            |            |

## Episcopologio
- Evangelista Galea da Cefalonia, O.F.M.Cap. † (6 de septiembre de 1910-31 de enero de 1938 falleció)
- Tommaso da Marcellano, O.F.M.Cap. † (18 de noviembre de 1938-1945 falleció)
- Venceslao Nazzareno Ponti, O.F.M.Cap. † (8 de noviembre de 1946-29 de junio de 1952 falleció)
  - Sede vacante (1952-1955)
- Cesario Alessandro Minali, O.F.M.Cap. † (1 de marzo de 1955-9 de abril de 1958 nombrado prelado de Carolina)
  - Sede vacante (1958-1961)
- Adalberto Domenico Marzi, O.F.M.Cap. † (4 de febrero de 1961-12 de septiembre de 1990 retirado)
- Evangelista Alcimar Caldas Magalhães, O.F.M.Cap. † (12 de septiembre de 1990-20 de mayo de 2015 retirado)
- Adolfo Zon Pereira, S.X., por sucesión el 20 de mayo de 2015